# Chionarctia
Chionarctia é um gênero de traça pertencente à família Arctiidae.